# Medicina egipcia

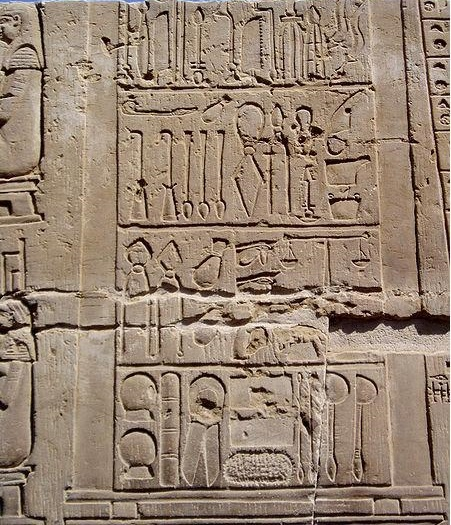
Instrumental médico, grabado en el templo de Kom Ombo.

La medicina egipcia es la medicina desarrollada en el Antiguo Egipto. Los médicos, sunu «los hombres de los que sufren o están enfermos», se educaban en escuelas especiales las casas de la vida, como las de Sais y Heliópolis. La medicina era gratuita y estaba vinculada a los templos. En ellas se realizaban los cuidados especiales a los enfermos y se formaba específicamente a médicos por medio de prácticas controladas por los sacerdotes, prácticas que luego aquellos ejercían con la clientela.
El conocimiento que tenemos sobre el tema proviene del contenido de diversos papiros: el papiro Edwin Smith, que es el documento quirúrgico más antiguo que se conoce, pues data del siglo XVII a. C. y transcribe conocimientos de una época anterior; el de Ebers, que es una recopilación de textos médicos; el de Lahun, que se refiere a ginecología; el de Hearst, que es un formulario médico práctico y el de Londres, que contiene numerosos encantamientos. También nos han llegado indicios de la medicina egipcia a través de las ostracas y de recetas copiadas y pegadas por los griegos. Concretamente Hesy-Ra, que vivió hacia el año 3000 a. C., es considerado el médico más antiguo que se conoce.
Los médicos egipcios clasificaron las enfermedades en: las de causas manifiestas, como los traumatismos, y las de causas desconocidas, atribuidas a los dioses o a espíritus malignos.
La higiene de los médicos y de la medicina egipcia, el baño corporal el aseo y buena presentación del médico, era tomada muy en cuenta por los pacientes y el gobierno.
El dios de la medicina egipcia, Imhotep, fue un personaje real divinizado de la tercera dinastía, Hesyra, que vivió hacia el año 3000 a. C., se cree era el médico más antiguo conocido.
En el templo ptolemaico de Kom Ombo está grabado el instrumental médico de la época. Los cirujanos egipcios realizaban operaciones de cataratas, trepanaciones y extirpación de tumores.

## Enfermedad
- La enfermedad era la demostración física de una posesión del cuerpo del paciente por agentes sobrenaturales: enemigos que tienen acceso a un poder mágico, un dios enojado, algún difunto descontento, etc. Es por ello que médicos y encantadores trabajaban de forma paralela: primero era el encantador y luego el médico.
- La envoltura corporal es un elemento necesario para alcanzar la vida eterna, y su destrucción impediría el lograrlo. La peor situación posible para un egipcio de la Antigüedad era morir ahogado o incinerado, con lo cual su cuerpo se perdería.

## El sistema sanitario
La visión del mundo del siglo XXI nos induce a pensar en la medicina egipcia comparándola con los servicios actuales, pero lo primero que es necesario tener en cuenta es el hecho de que, por lo que sabemos, el sistema dependía del templo, contemplado éste como una institución.
El sistema de cuidados médicos de los egipcios antiguos era un servicio público con las siguientes características:
1. Gratuito: por lo tanto, accesible para todos.
2. General: para toda clase social.
3. Nacional: disponible en todo el país.
4. Accesible en cualquier momento.

Forma parte de un servicio a la comunidad más general, que lo mismo cuidaba los canales de irrigación, la educación, la justicia, las reservas de granos, todo lo necesario para la población de Egipto, y está bajo la autoridad del templo: en la casa de la vida, el templo maneja, entre otras, la escuela de los escribas, abierta a todos, que forma futuros escribas pero que sólo conserva para sí a los mejores. También asegura la formación de los médicos y sacerdotes. Esta institución maneja igualmente los lugares de atención médica dentro del templo, y especialmente un espacio de cuidados, llamado a posteriori "sanatorio”, que no era un balneario como se ha creído, sino espacios sacerdotales con bañeras llenas de agua sagrada, donde el enfermo era sumergido esperando una curación divina.
Las leyes sanitarias eran estrictas, la higiene era escrupulosamente cumplida y había ordenanzas médicas para vigilar las aguas, no solamente para la limpieza de los vivos sino también para la higiene mortuoria. Todo ello indica un alto grado de evolución de la Medicina.
Según parece, las normas de aprendizaje y de la práctica eran promulgadas por el médico del faraón, que se hallaba en la cúspide de la jerarquía médica; por debajo de él se encontraban los médicos de palacio, de los cuales uno era el Doctor jefe del norte y del sur, una especie de Ministro de Sanidad. A sus órdenes estaban los inspectores, supervisores y los maestros de los médicos. En un escalón inferior se situaban la inmensa mayoría de los médicos prácticos.
Las normas de aprendizaje y de la práctica eran dictadas por el médico del faraón, y no les estaba permitido salirse de la ortodoxia ni emplear otros métodos terapéuticos que los indicados en los manuales; siguiendo esta pauta, aunque los resultados no fuesen los deseados el médico estaba libre de todo reproche.
Esta rigidez constituía un obstáculo muy importante para la innovación y para aprender de sus propias observaciones.
No conocemos si alguno de ellos se dedicaba a la investigación, aunque de hacerlo debían ser los de jerarquías superiores para que se aceptasen sus descubrimientos.

## Fuentes de información

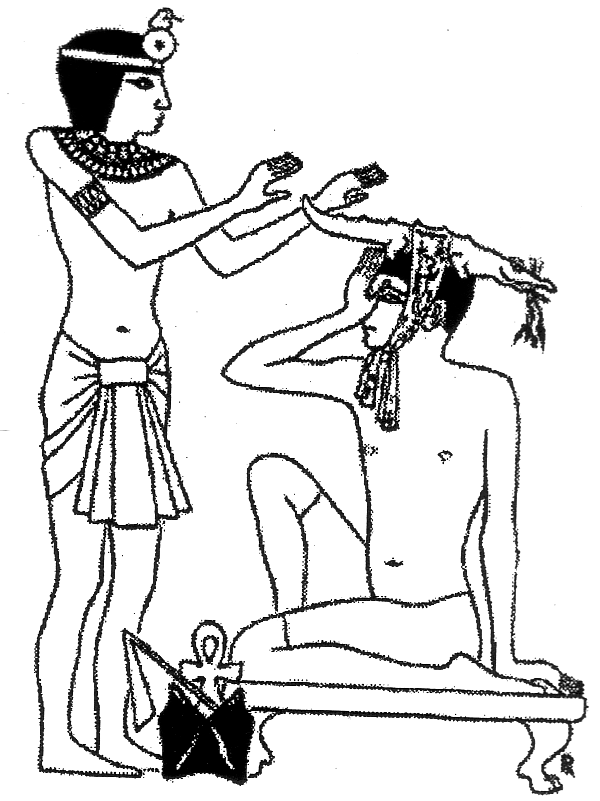
Cuidando una migraña.

## Los métodos

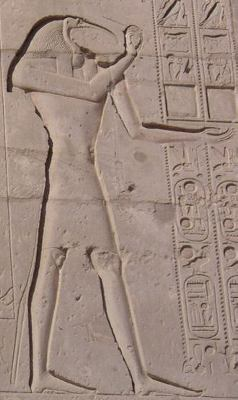
Dyehuty (Thot) con apariencia de ibis. Ramesseum.

## Diagnóstico

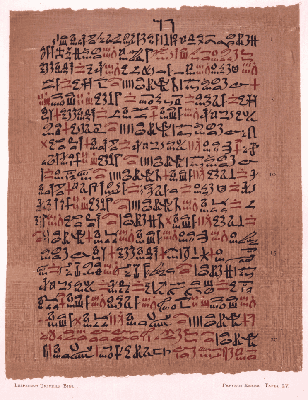
Papiro Ebers.

## Medicina y religión

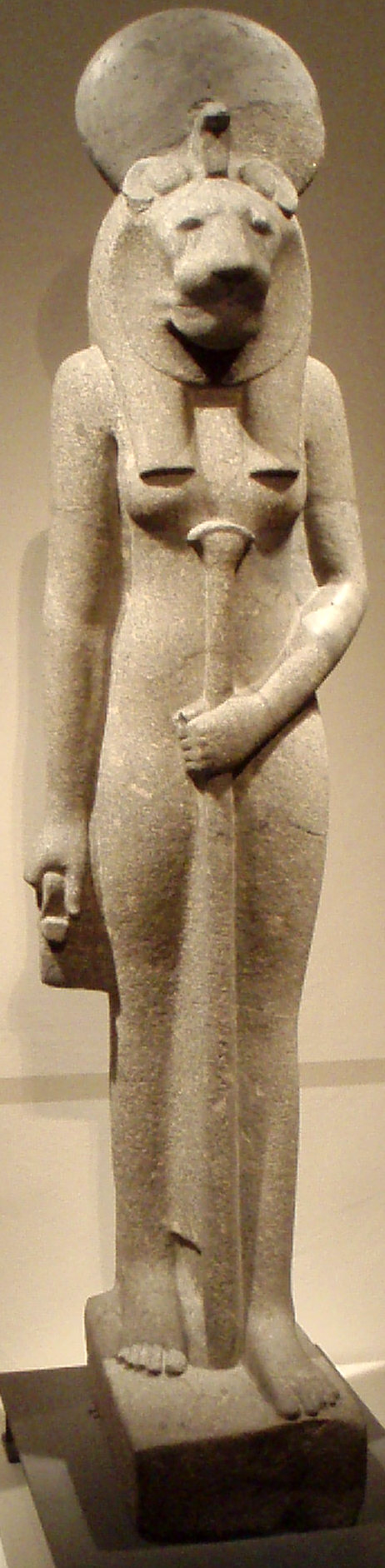
Sejmet

### Conjuros

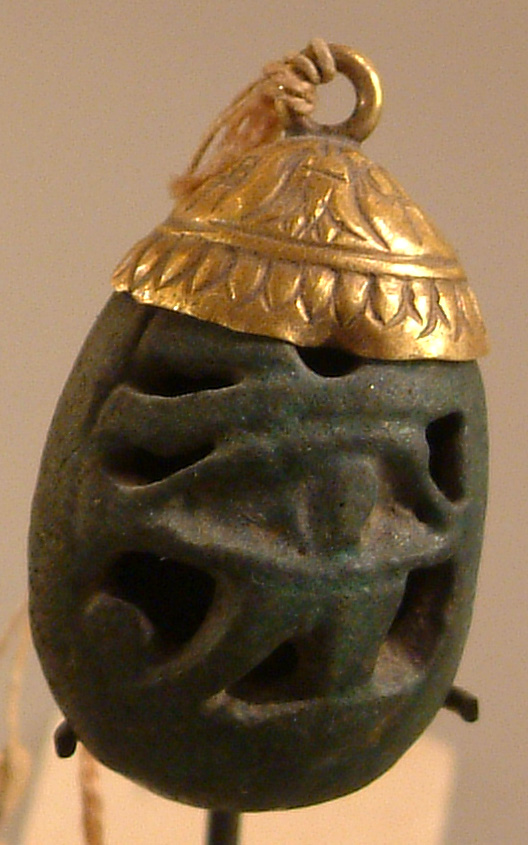
Amuleto: colgante con el Ojo de Horus (Louvre).

### Dioses

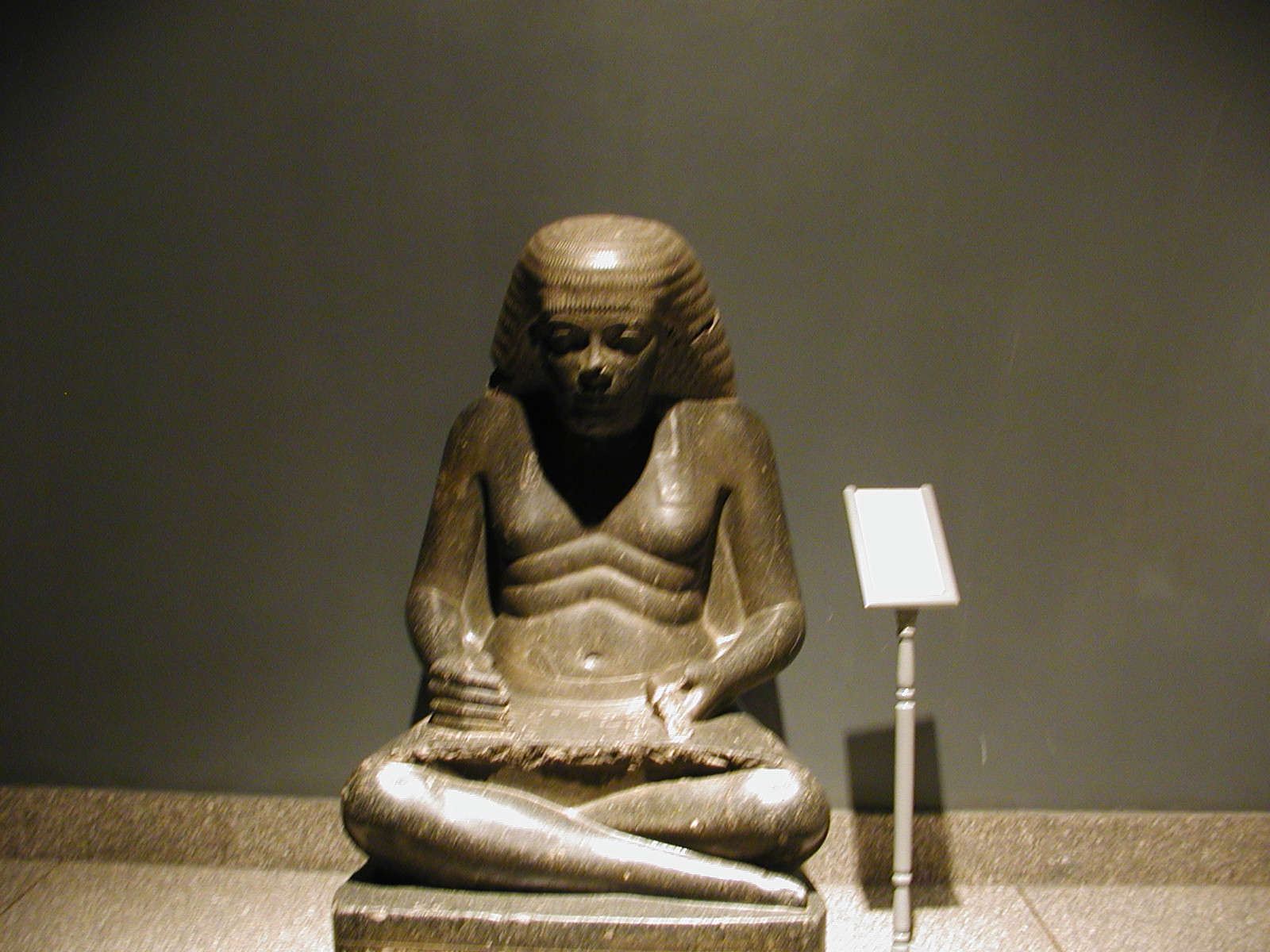
Amenhotep, hijo de Hapu. Museo de Luxor.

## Obstetricia

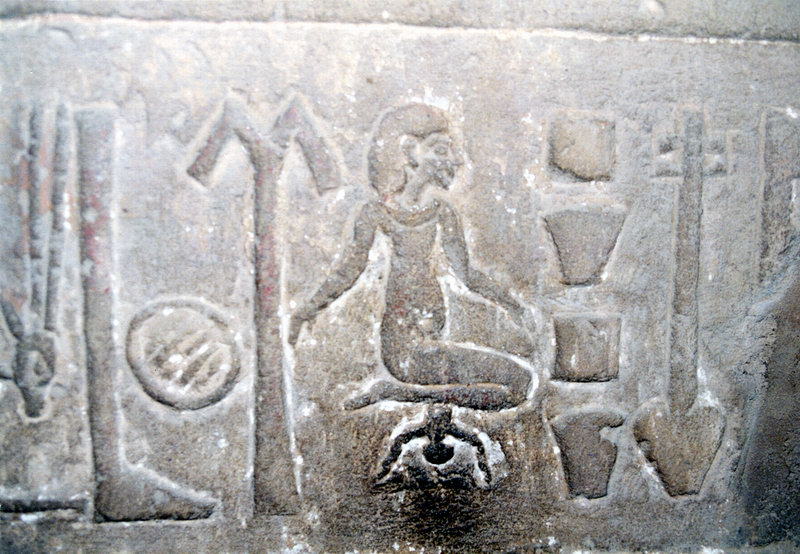
Mujer de parto en el Mesjenet, templo de Kom Ombo.

## Oftalmología

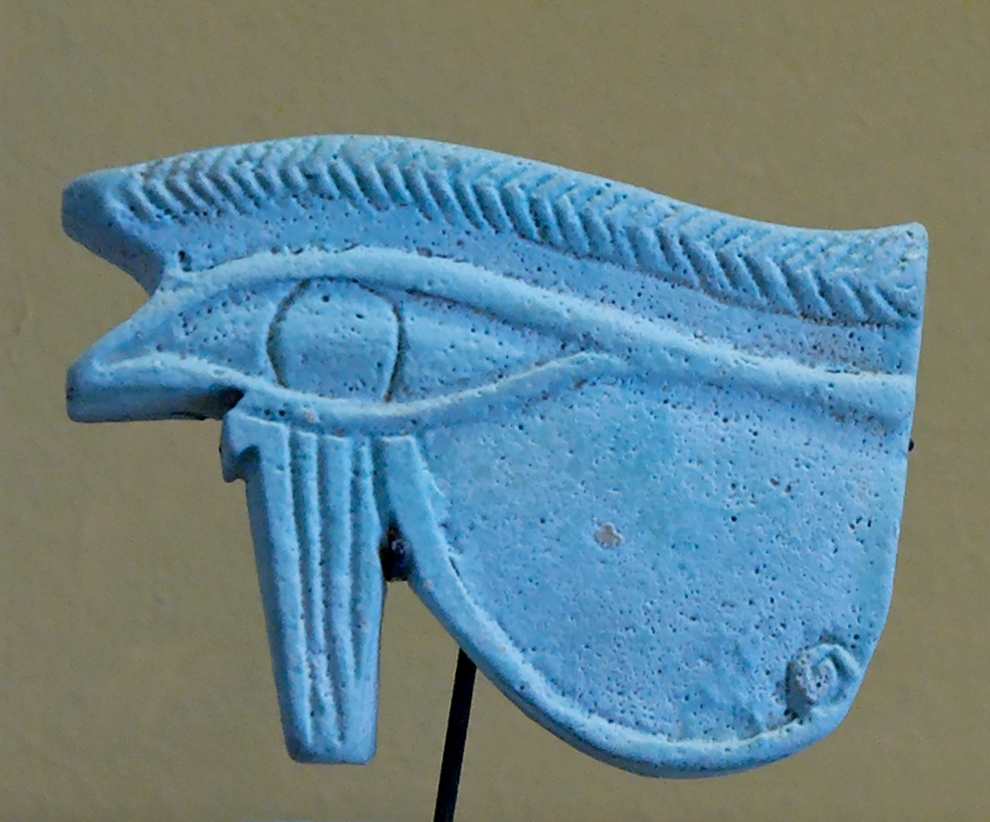
Ojo protector, representación de Horus.